# Čierna hora (1090 m)
Čierna hora (1090 m) – szczyt na wschodnim krańcu Gór Lewockich na Słowacji. Wznosi się nad miejscowością Poloma. Stoki północno-wschodnie opadają na Spišsko-šarišské medzihorie, spływają z nich potoki Polomský potok i Goduša, stoki południowo-wschodnie i południowo-zachodnie opadają do doliny Torysy.
Čierna hora to długi masyw górski, niemal całkowicie porośnięty lasem, z licznymi polanami, ale przeważnie zarastającymi lasem. Największa polana ciągnie się na długim grzbiecie Čierna hory, łączącym się z Čierną kopą (1180 m).